# Spaceship (film, 2014)
Pour plus de détails, voir Fiche technique et Distribution.
Spaceship (Debug) est un film canadien réalisé par David Hewlett, sorti en 2014.

## Synopsis
Six jeunes programmeurs tentent de corriger une intelligence artificielle. Sentant le danger, celle-ci les combat.

## Fiche technique
- Titre français : Spaceship
- Titre original : Debug
- Réalisation : David Hewlett
- Scénario : David Hewlett
- Pays d'origine : Canada
- Format : Couleurs - 35 mm - 1,85:1 - Dolby Digital
- Genre : horreur, science-fiction
- Durée : 85 minutes
- Date de sortie : 2014
  - Québec : 29 mai 2015
  - France : 27 janvier 2016 en vidéo à la demande.

## Distribution
- Tenika Davis : la prisonnière
- Jason Momoa : I Am
- Adrian Holmes : Capra
- Kjartan Hewitt : Mel
- Kyle Mac : Samson
- Jadyn Wong : Diondra
- Sidney Leeder : Lara
- Adam Butcher : James
- Jeananne Goossen : Kaida